# Toyotomi Hideyori

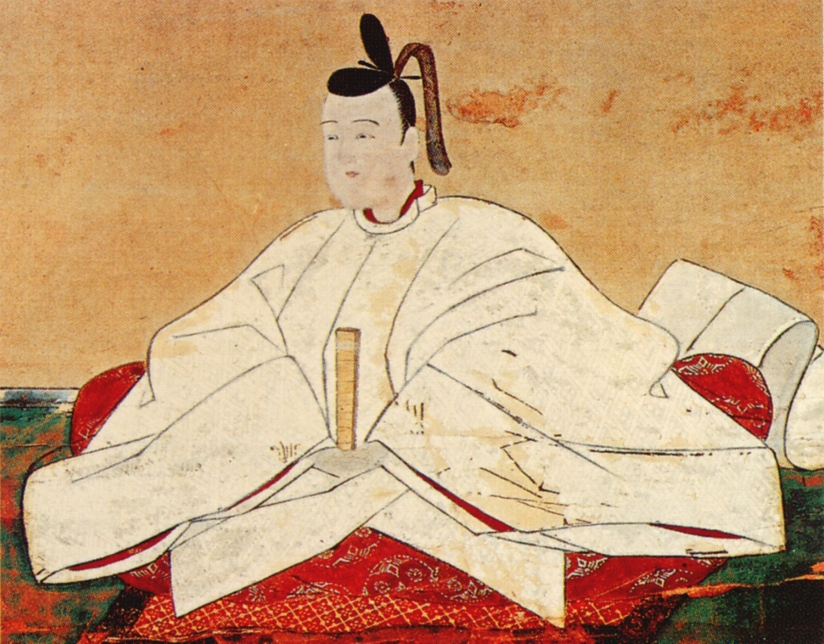
Toyotomi Hideyori

Toyotomi Hideyori (Japans: 豊臣 秀頼) (1593 – 1615) was een samoerai uit de Edoperiode. Hij was de zoon en opvolger van Toyotomi Hideyoshi en Yodo-dono, een nichtje van Oda Nobunaga. Hij pleegde seppuku in 1615 bij de aanval op het kasteel van Ōsaka.

## Het regentencollege

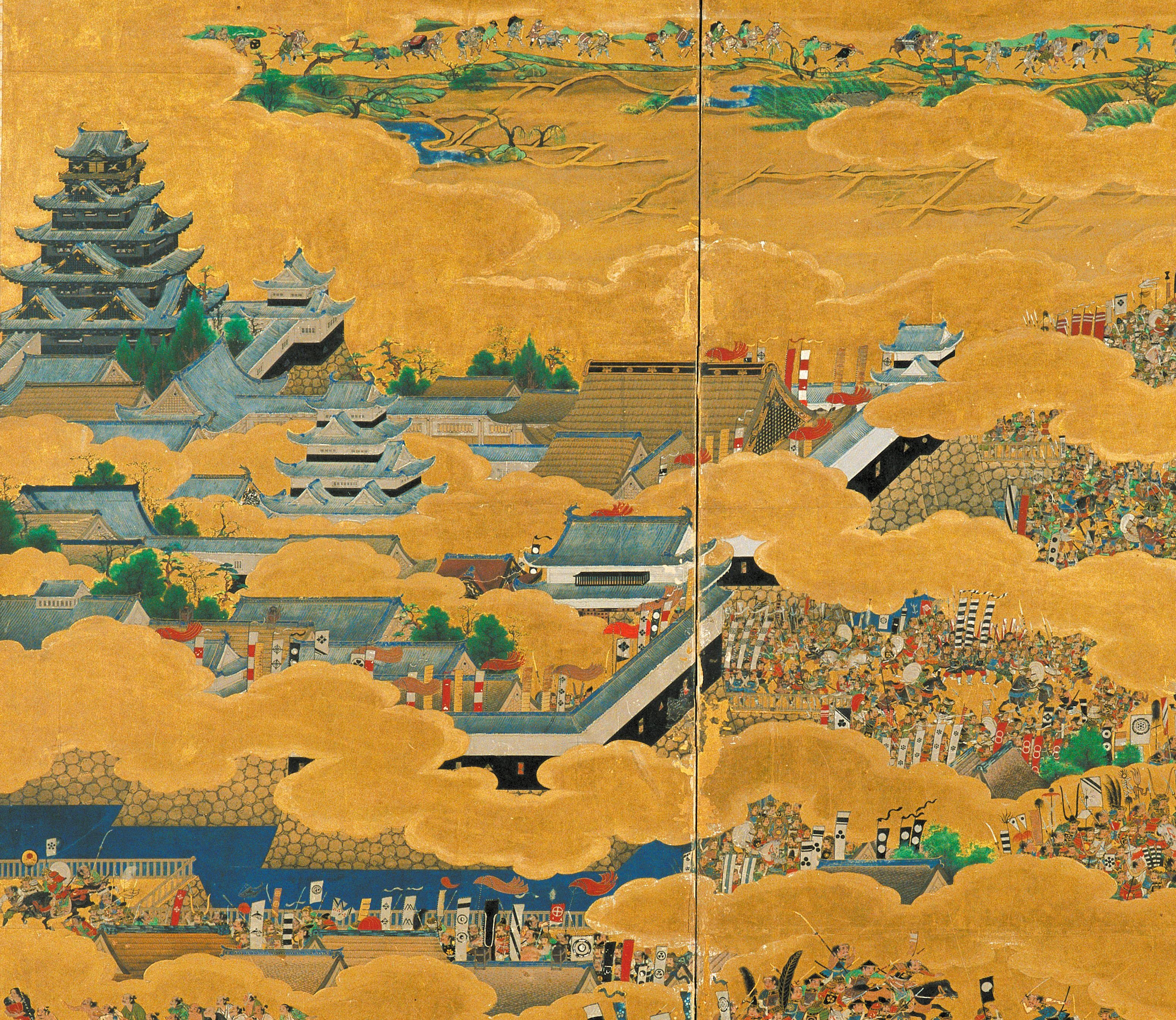
Kasteel van Ōsaka

Om zijn opvolging veilig te stellen had Hideyori’s vader, Toyotomi Hideyoshi, vlak voor zijn dood vijf van zijn machtigste daimyō aangesteld als regenten. Zij vormden het regentencollege of de go-tairō. Bovendien stelde hij vijf administratoren (gobugyō) aan. Deze twee coalities werden bemand door zijn meest trouwe vazallen en regeerden in naam van Hideyori. Het regentencollege bestond uit Ukita Hideie, Maeda Toshiie, Uesugi Kagekatsu, Mori Terumoto en Tokugawa Ieyasu. Oorspronkelijk zou Kobayakawa Takakage ook regent worden, maar hij stierf in 1597. 
Met het aanstellen van deze vijf regenten hoopte Toyotomi Hideyoshi dat er een machtsevenwicht tot stand zou komen. Echter vlak na Hideyoshi’s dood in 1598 begon Tokugawa Ieyasu, als hoofd van het regentencollege, geleidelijk aan alle macht naar zich toe te trekken en kwam zo in conflict met Ishida Mitsunari. De regenten verdeelden zich in twee facties; de bunchiha en de budanha. De bunchiha wensten van Japan opnieuw een door een gespecialiseerde ambtenarij bestuurde staat te maken. Terwijl de budanha voorstanders waren van een door een militair bestuur geleid Japan. 
Deze onderlinge verdeeldheid mondde uiteindelijk uit in een grote veldslag, de Slag bij Sekigahara in 1600. De legers van de twee grote feodale heren ontmoetten elkaar aan de vlakte van het Biwameer en Nagoya. Het leger van Ishida Mitsunari werd verslagen door dat van Tokugawa Ieyasu. Ishida Mitsunari werd terechtgesteld en zijn aanhangers werden verbannen ofwel van hun bezittingen beroofd. 
Tokugawa Ieyasu had nu alle politieke macht in handen. Echter Toyotomi Hideyori had nog steeds veel invloed. Hideyori bezat nog altijd een hoge titel aan het keizerlijk hof en er waren nog veel daimyō trouw aan hem. Vanuit het kasteel van Ōsaka. controleerde hij  bovendien een domein van 675.000 koku. In 1603 werd Hideyori door het Keizerlijk hof tot Naidaijin ofwel minister van het midden benoemd en kon hij zo zijn macht nog meer uitbreiden.
Tokugawa Ieyasu probeerde op zijn beurt ook zijn positie te verstevigen en accepteerde verschillende hoftitels waaronder de titel van Seiitaishogun, de hoogste militaire titel aan het keizerlijke hof. Deze titel gaf hij uiteindelijk door aan zijn zoon Hidetada waardoor hij de opvolging zeker stelde. Omdat hij niet openlijk kon ingaan tegen het hof moest Tokugawa Ieyasu wel trouw zweren aan Hideyori. Hij bleef echter zijn machtsbasis uitbouwen en in 1605 legde hij de functie van Shogun neer en trok hij zich terug in Sunpu waar hij aan een plan voor de uitbouw van een administratief bestuur begon te werken. 

## De uitschakeling van de Toyotomi-clan
Tokugawa Ieyasu bleef zijn macht uitbreiden en geleidelijk aan werd duidelijk dat de twee clans niet meer naast elkaar konden bestaan. In 1611 nodigde Tokugawa Ieyasu Toyotomi Hideyori uit in het kasteel van Nijo te Kioto. Een duidelijk teken van dominantie over Toyotomi. Echter de Toyotomiclan was niet volledig van het toneel verdwenen. In 1612 bereikte Hideyori de leeftijd van twintig jaar en dus de volwassenheid. Hij gaf stipendia aan krijgers in en buiten zijn gebied en liet hen hun trouw verkondigen. Zijn dienaars kregen, zonder instemming van de Tokugawa, in 1614 een rang aan het hof. Bovendien was het hof aan het overwegen om Hideyori tot Kampaku te benoemen. 

### Het Hōkōji-incident

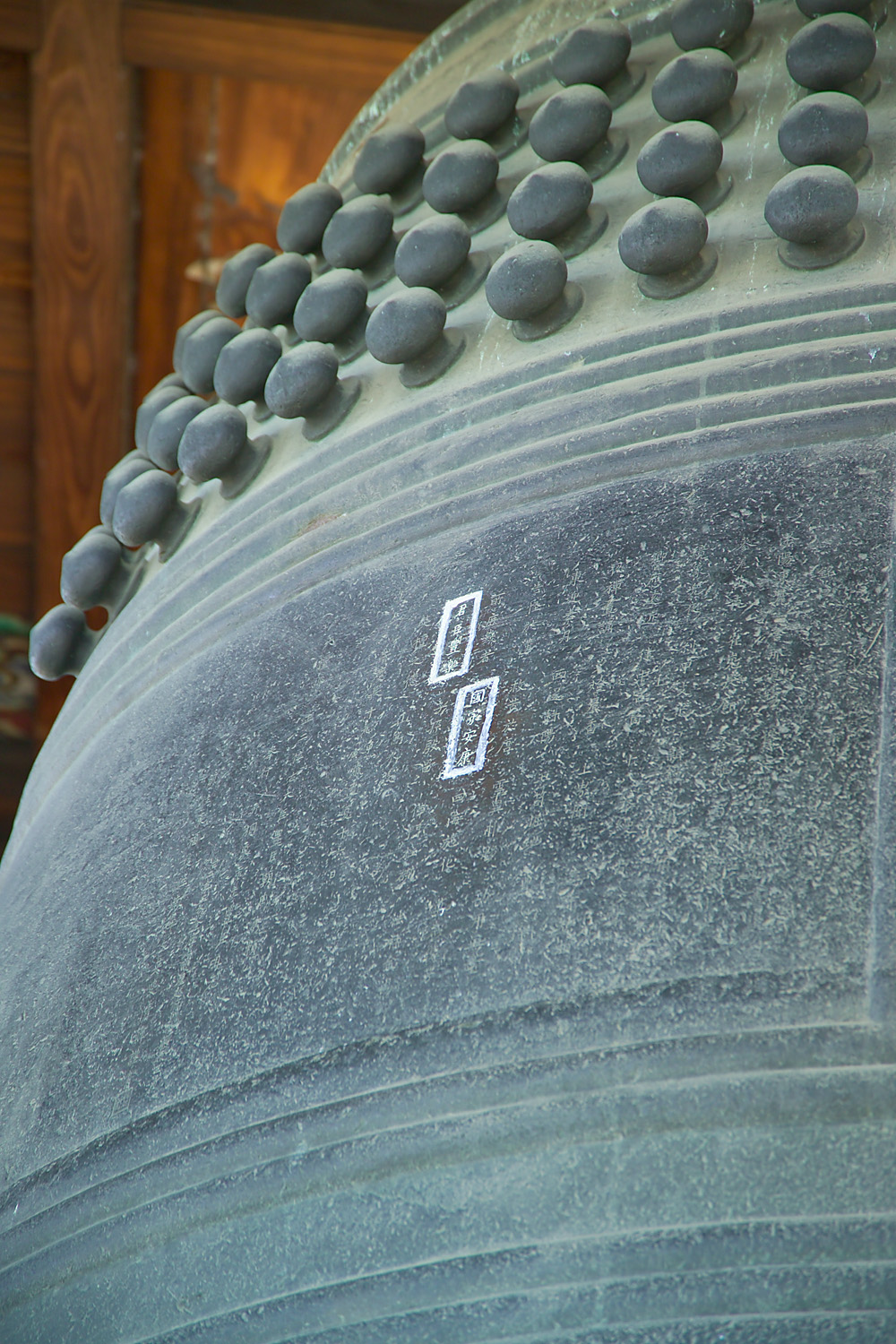
De klok in de Hōkōji met de 2 spreuken

Ieyasu Tokugawa had Hideyori en zijn moeder aangemoedigd om verscheidene schrijnen en tempels te bouwen ter ere van Toyotomi Hideyoshi. Tokugawa wenste het fortuin van de familie zo te zien slinken. Een van deze projecten beledigde Tokugawa en vormde de aanleiding van het winterbelegering. In 1611 liet Hideyori de verwoeste Hōkōji herbouwen, een tempel in Kioto die zijn vader had neergezet. Op een van de tempelklokken stonden twee spreuken die Tokugawa Ieyasu als beledigend interpreteerde. 
- 国家安康
- 君臣豊楽

De eerste spreuk: "Vrede en rust over het vaderland." Bestond uit vier karakters, waarvan het eerste en het laatste karakter de karakters van Ieyasu waren. Het karakter van vrede stond tussen de twee. De spreuk werd daardoor gezien als een vloek om de Tokugawa-clan te verdelen.
De tweede spreuk: "Overvloed en geluk voor heerser en onderdanen, welvaart voor de nakomelingen." werd eveneens als beledigend beschouwd, omdat hij impliceerde dat als Toyotomi aan de macht kwam er vrede zou zijn. Tokugawa zag in dit incident de perfecte aanleiding om zich voorgoed te ontdoen van de Toyotomi-clan. 

### De belegering van het kasteel van Ōsaka

De belegering van het kasteel van Ōsaka

#### Winterbelegering
In 1614 besloot Tokugawa Ieyasu dat de Toyotomi-clan een te grote bedreiging vormde voor de machtsuitbreiding van zijn eigen clan. Hideyori vermoedde een aanval van Tokugawa en begon rōnin van over heel Japan te ronselen om voor hem te strijden. Dit samen met het Hōkōji-incident vormde de aanleiding voor de aanval op het kasteel van Ōsaka. In december 1614 belegerde een overmacht van troepen het kasteel. Na een maand kwamen de twee partijen tot een akkoord. Hideyori brak de buitenste verdedigingswerken open als teken van goede wil.  

#### Zomerbelegering
Nadat het leger van Tokugawa zich terugtrok, begon Hideyori nogmaals zijn troepen te verzamelen in het kasteel. Tokugawa voelde zich verplicht in te grijpen en eiste van Hideyori om het kasteel van Ōsaka te verlaten. Hideyori weigerde waarop Tokugawa een leger van 220.000 strijders op de been bracht. Ze troffen een verzwakt kasteel aan met een troepenmacht van 20.000 strijders. De vrouw van Hideyori, een kleindochter van Tokugawa Ieyasu, smeekte haar grootvader om hen te sparen, maar keerde zonder resultaat naar het kasteel terug. Hideyori's troepen waren sterk in de minderheid en werden al snel uitgeschakeld. Hideyori slaagde er niet in om te ontsnappen uit het kasteel, omdat hij vreesde dat verraders het kasteel in brand zouden steken eens hij het had verlaten. 
De achtjarige zoon van Hideyori, Kunimatsu, werd  onthoofd. Zo verzekerde Tokugawa zich ervan dat de Toyotomi-lijn voorgoed uitgeschakeld was. Hideyori pleegde niet veel later zelfmoord. Zijn moeder Yodo werd tijdens de belegering onthoofd door een van haar dienaren. De rōnin werden als voorbeeld voor het volk allemaal onthoofd en hun hoofden werden van Fushimi tot Kioto meegedragen.